# 지화선
지화선(1970년 5월 10일 ~ )은 대한민국의 전 야구 선수다. 형은 한화 이글스에서 유격수로 뛰었던 지화동이다.

## 출신 학교
- 북일고등학교
- 동아대학교